# Jihyo
Park Ji-hyo (kor. 박지효; ur. Park Ji-soo, 1 lutego 1997), znana bardziej jako Jihyo – południowokoreańska piosenkarka. Jest liderką i wokalistką południowokoreańskiego girlsbandu Twice, utworzonego przez JYP Entertainment w 2015 roku.
Jihyo wydała swój debiutancki minialbum Zone oraz jego główny singiel „Killin' Me Good” w sierpniu 2023 roku. Minialbum zadebiutował na pierwszym miejscu na Circle Album Chart w Korei Południowej, sprzedając się w ilości 584 225 egzemplarzy w pierwszym tygodniu. Album zadebiutował również na 14. miejscu listy Billboard 200 w Stanach Zjednoczonych.

## Życiorys

### Wczesne życie i edukacja
Jihyo urodziła się 1 lutego 1997 roku w Guri w prowincji Gyeonggi w Korei Południowej jako Park Ji-soo. Jej młodsza siostra, Lee Ha-eum (ko.: 이하음, ur. Park Ji-young), jest początkującą aktorką i modelką.

## Kariera

### 2005–2014: Przed debiutem
JYP Entertainment dostrzegło Jihyo po tym, jak zajęła drugie miejsce w konkursie na Junior Naver. Dołączyła do firmy w wieku ośmiu lat i trenowała przez dziesięć lat, w trakcie których stała się twarzą młodzieżowej linii Innisfree razem z boysbandem Boyfriend. Trenowała także z takimi gwiazdami K-popu jak Sunmi i Hyerim z Wonder Girls, Bae Suzy, Jo Kwon i Nichkhun.
Jihyo miała zadebiutować w girlsbandzie razem z obecnymi członkiniami Twice, Nayeon, Jeongyeon i Saną, jednak projekt został anulowany.
Zamiast tego dołączyła do reality show Sixteen, będącego konkursem mającym na celu wyłonienie członkiń nowego zespołu Twice. Przed konkursem zmieniła swoje imię na Jihyo. Jako jedna z dziewięciu zwycięskich uczestniczek, została członkinią nowo utworzonego girlsbandu Twice.
Jihyo została wybrana przez swoje koleżanki z zespołu na liderkę w anonimowym głosowaniu.

### Od 2015: Debiut z Twice i solowo

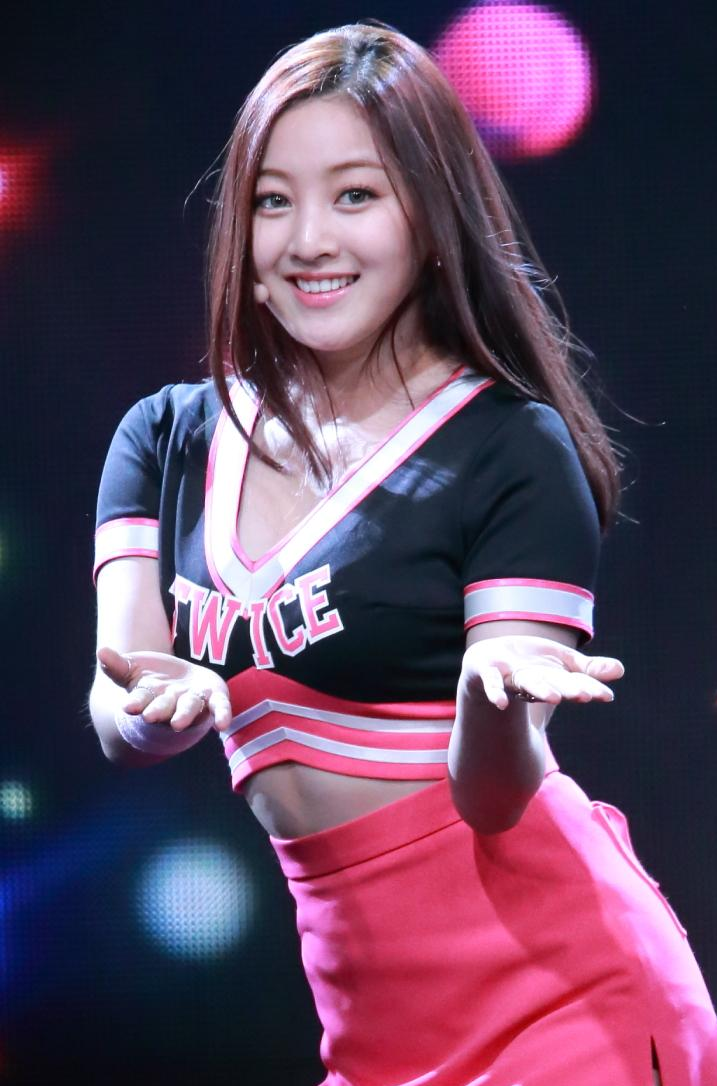
Jihyo w 2015 roku na Golden Glove Awards.

W październiku 2015 roku Twice oficjalnie zadebiutowały, wydając swój pierwszy minialbum The Story Begins. Jego główny singiel „Like Ooh-Ahh” stał się pierwszym debiutanckim utworem K-popowym, który osiągnął 100 milionów wyświetleń na YouTube.
6 marca 2022 roku Jihyo wydała swoją pierwszą piosenkę do ścieżki dźwiękowej, „Stardust Love Song”dla serialu tvN Twenty-Five Twenty-One. 29 lipca wydała swoją drugą piosenkę do ścieżki dźwiękowej zatytułowaną „I Fly” dla serialu SBS Today's Webtoon. 14 listopada wydała swój trzeci utwór do ścieżki dźwiękowej „A Strange Day” dla serialu Genie TV i ENA Summer Strike.
W styczniu 2023 roku Jihyo została ogłoszona modelką marki kosmetycznej Milk Touch. W czerwcu 2023 roku ogłoszono, że Jihyo wyda swój pierwszy minialbum zatytułowany Zone 18 sierpnia 2023 roku, z głównym singlem „Killin' Me Good”, stając się drugą członkinią Twice, która zadebiutowała solowo. Przed tym ogłoszeniem, Jihyo wykonała niepublikowany utwór z minialbumu, „Nightmare”, podczas światowej trasy koncertowej Twice Ready to Be. Minialbum składa się głównie z utworów R&B, które łączą w sobie różne gatunki muzyczne. W pierwszym tygodniu po wydaniu sprzedał się w liczbie ponad pół miliona egzemplarzy. 25 sierpnia odniosła swoje pierwsze zwycięstwo w programie muzycznym jako solistka w Music Bank KBS2.

## Dyskografia

### Minialbumy
| Rok  | Dane dot. albumu                                                                                         | Najwyższa pozycja | Najwyższa pozycja | Najwyższa pozycja | Najwyższa pozycja | Najwyższa pozycja | Sprzedaż                                    |
| Rok  | Dane dot. albumu                                                                                         | KOR (Circle)      | JPN (Oricon)      | JPN Hot           | US                | US World Albums   | Sprzedaż                                    |
| ---- | --- | ----------------- | ----------------- | ----------------- | ----------------- | ----------------- | ------------------------------------------- |
| 2023 | Zone - Wydany: 18 sierpnia 2023 - Wytwórnia: JYP, Republic - Format: CD, LP, digital download, streaming | 1                 | 11                | 18                | 14                | 2                 | - KOR: 589 245+ - JPN: 14 003 - US: 41 000+ |

### Single
Single cyfrowe
| Rok                                                       | Tytuł             | Najwyższa pozycja | Najwyższa pozycja | Najwyższa pozycja | Najwyższa pozycja | Najwyższa pozycja | Najwyższa pozycja | Album |
| Rok                                                       | Tytuł             | KOR               | KOR               | NZ Hot            | SGP               | US World          | WW                | Album |
| Rok                                                       | Tytuł             | Circle            | Songs             | NZ Hot            | SGP               | US World          | WW                | Album |
| --------------------------------------------------------- | ----------------- | ----------------- | ----------------- | ----------------- | ----------------- | ----------------- | ----------------- | ----- |
| 2023                                                      | „Killin' Me Good” | 148               | –                 | 21                | 27                | 7                 | 193               | Zone  |
| „–” oznacza, że singiel nie był notowany na danej liście. |                   |                   |                   |                   |                   |                   |                   |       |

#### Soundtracki
| Rok                                                       | Tytuł                | Najwyższa pozycja | Najwyższa pozycja | Album                      |
| Rok                                                       | Tytuł                | KOR               | KOR               | Album                      |
| Rok                                                       | Tytuł                | Circle            | Songs             | Album                      |
| --------------------------------------------------------- | -------------------- | ----------------- | ----------------- | -------------------------- |
| 2022                                                      | „Stardust Love Song” | 103               | 71                | Twenty-Five Twenty-One OST |
| 2022                                                      | „I Fly”              | –                 | –                 | Today's Webtoon OST        |
| 2022                                                      | „A Strange Day”      | –                 | –                 | Summer Strike OST          |
| „–” oznacza, że singiel nie był notowany na danej liście. |                      |                   |                   |                            |

### Autorstwo piosenek
Wszystkie informacje o autorstwie piosenek pochodzą z bazy danych Korea Music Copyright Association, chyba że zaznaczono inaczej.
| Rok  | Utwór                 | Artysta                  | Album                   | Tekst piosenki | Kompozycja |
| ---- | --------------------- | ------------------------ | ----------------------- | -------------- | ---------- |
| 2017 | „Eye Eye Eyes"        | Twice                    | Signal                  | Tak            | Nie        |
| 2017 | „24/7"                | Twice                    | Twicetagram             | Tak            | Nie        |
| 2018 | „HO!"                 | Twice                    | What Is Love?           | Tak            | Nie        |
| 2018 | „Sunset"              | Twice                    | Yes or Yes              | Tak            | Nie        |
| 2019 | „Girls Like Us"       | Twice                    | Fancy You               | Tak            | Nie        |
| 2019 | „Get Loud"            | Twice                    | Feel Special            | Tak            | Nie        |
| 2019 | „21:29"               | Twice                    | Feel Special            | Tak            | Nie        |
| 2020 | „Up No More"          | Twice                    | Eyes Wide Open          | Tak            | Nie        |
| 2021 | „First Time"          | Twice                    | Taste of Love           | Tak            | Nie        |
| 2021 | „Real You"            | Twice                    | Formula of Love: O+T=<3 | Tak            | Nie        |
| 2021 | „Cactus" (선인장)     | Twice                    | Formula of Love: O+T=<3 | Tak            | Tak        |
| 2022 | „Celebrate"           | Twice                    | Celebrate               | Tak            | Nie        |
| 2022 | „Trouble"             | Twice                    | Between 1&2             | Tak            | Tak        |
| 2023 | „Talkin' About It"    | Jihyo featuring 24kGoldn | Zone                    | Nie            | Tak        |
| 2023 | „Closer"              | Jihyo                    | Zone                    | Tak            | Nie        |
| 2023 | „Wishing on You"      | Jihyo                    | Zone                    | Tak            | Nie        |
| 2023 | „Don't Wanna Go Back" | Jihyo i Heize            | Zone                    | Tak            | Tak        |
| 2023 | „Room"                | Jihyo                    | Zone                    | Tak            | Tak        |
| 2023 | „Nightmare"           | Jihyo                    | Zone                    | Tak            | Tak        |